# Kučevo
Kučevo (cyr. Кучево) – miasto w Serbii, w okręgu braniczewskim, siedziba gminy Kučevo. W 2011 roku liczyło 3944 mieszkańców.